# Stahlbad (Bad Doberan)

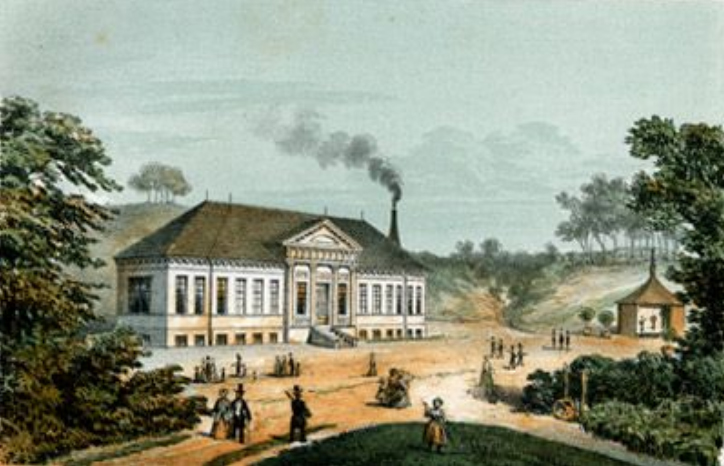
Ursprüngliches Stahlbad mit nur einem Geschoss 1825

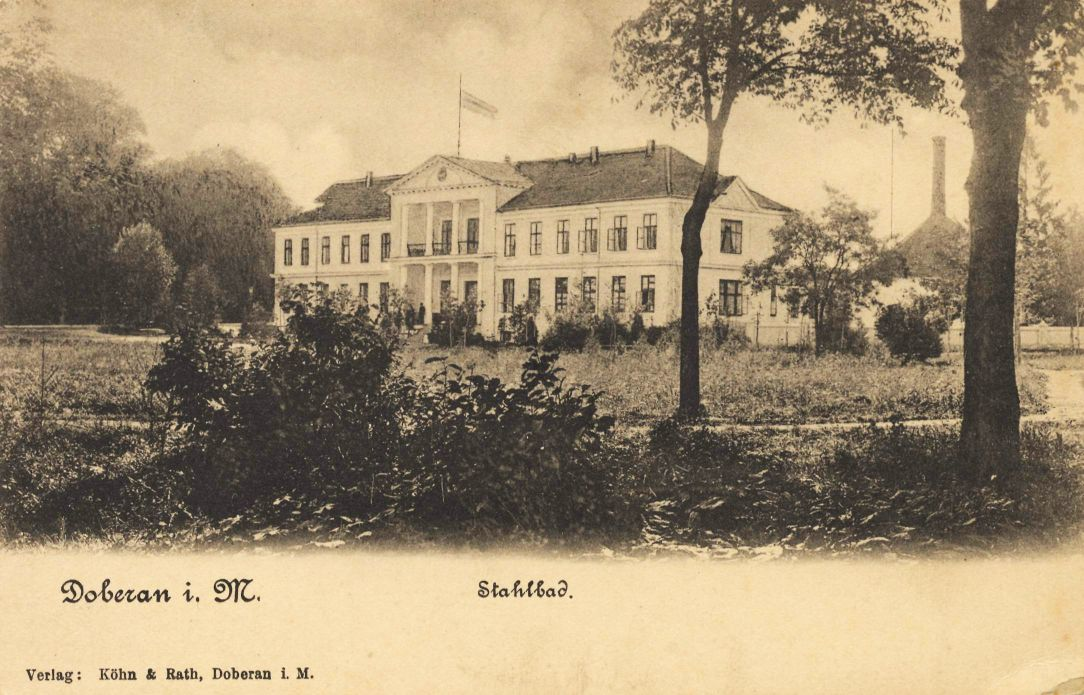
Stahlbad nach 1902

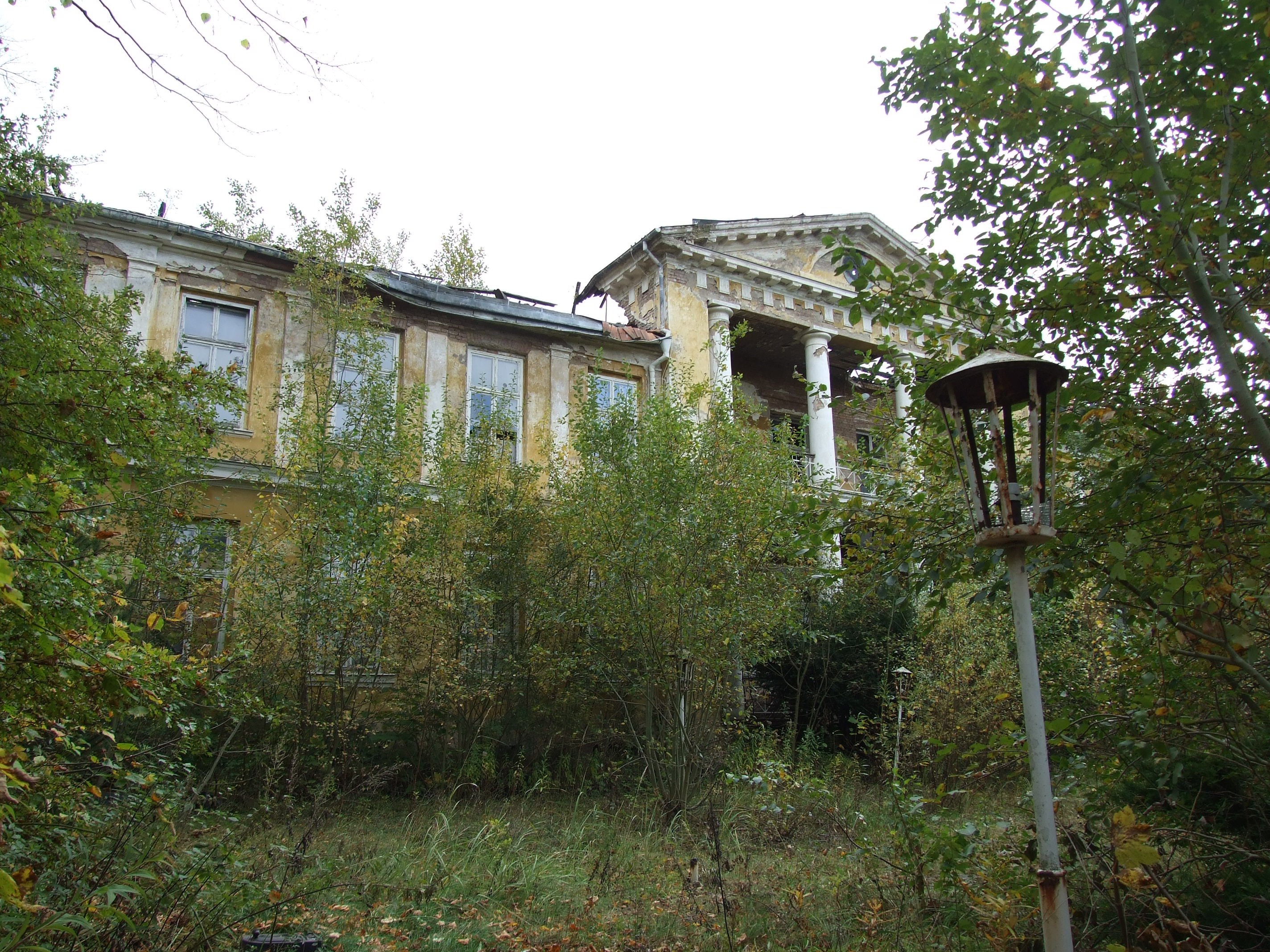
Das Stahlbad im Jahr 2010

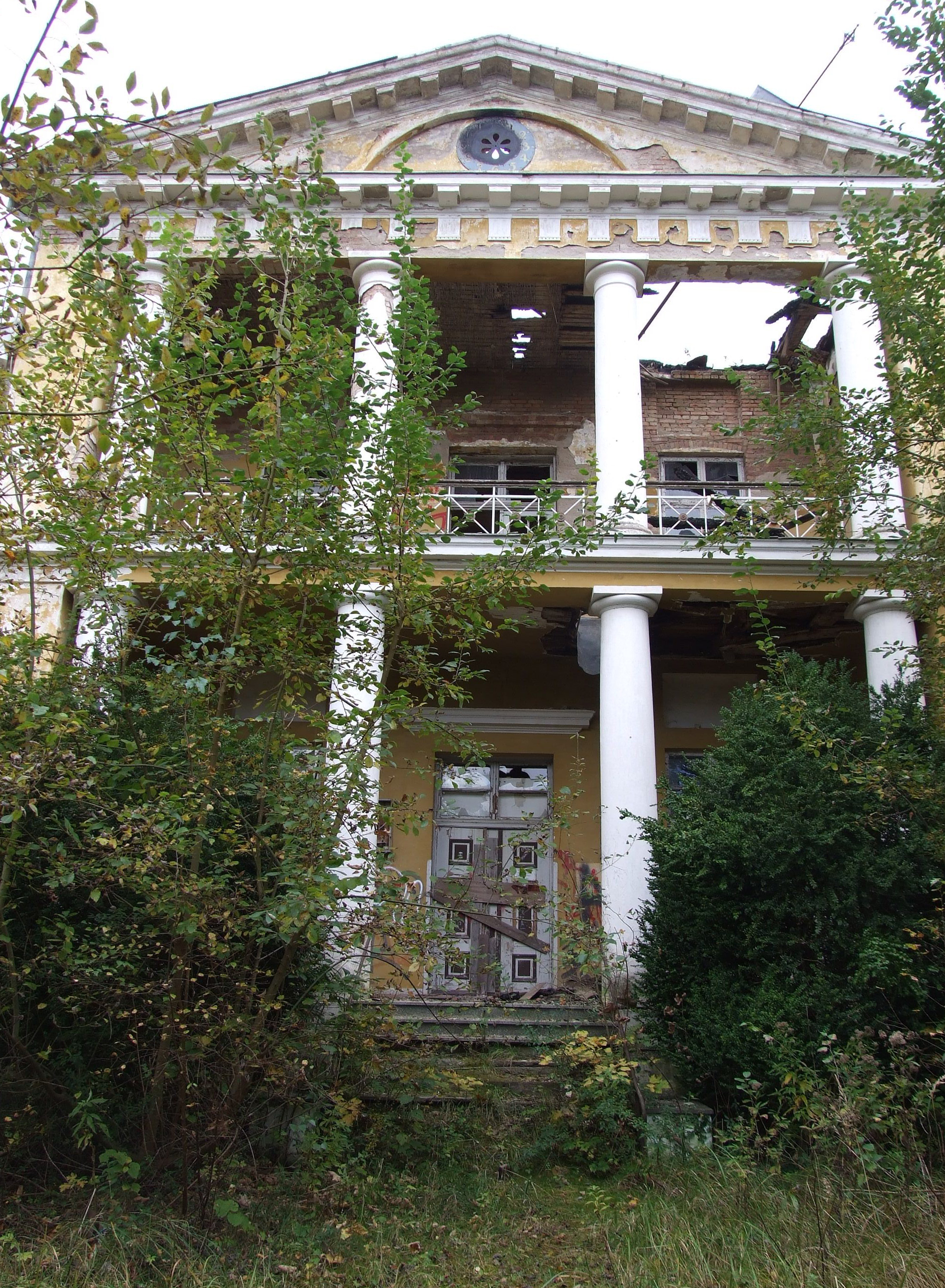
Zerstörter Dachstuhl über dem Portal

Das Stahlbad ist ein von 1822 bis 1825 im Stil des Klassizismus von Carl Theodor Severin errichtetes Gebäude in Bad Doberan in Mecklenburg-Vorpommern.

## Geschichte
Seit der Gründung des ersten deutschen Seebades in Heiligendamm war Doberan ein Anziehungspunkt für Kurgäste. Doberan war Wohn- und Vergnügungsort der Heiligendammer Badegäste. Auf Veranlassung Friedrich Franz I. wurde 1822 mit dem Stahlbad der Grundstein für einen eigenen Kurbetrieb gelegt. Ursprünglich wurde das Stahlbad eingeschossig als Putzbau mit Walmdach errichtet. 1902 wurde das Gebäude um ein Stockwerk erweitert.
Zunächst war Doberan hauptsächlich für seine Stahlquelle bekannt. Der Schwerpunkt verlagerte sich später auf Moorbäder. 1948 wurde der Name in Eisenmoorbad geändert, später folgte eine erneute Umbenennung in Moorbad.
1996 wurde durch die Dr.-Ebel-Fachkliniken ein neues Moorbad etwa 800 Meter südlich des alten Standorts errichtet. Das alte Stahlbad steht seitdem leer.
2001 kaufte der Schwaaner Projektentwickler Frank Thee das Grundstück mit den Gebäuden. Geplant war der Umbau und die spätere Nutzung als Amtsgericht und Grundbuchamt sowie der Neubau von zwei Seniorenresidenzen. Am 12. Dezember 2006 kam es zu einem Brand, bei dem der Dachstuhl zerstört wurde.
Das Gebäudeinnere ist seitdem der Witterung ausgesetzt und verfällt. In einem Interview mit der Ostseezeitung äußerte sich der aktuelle Eigentümer im April 2010 „Natürlich würde sich ein Verkauf des Grundstücks nach einem Abriss leichter gestalten.“
Im Dezember 2010 stellten der Projektentwickler Reinhard Wiese und der Architekt Michael Montua als Zwischeninvestoren die Pläne für die Sanierung des Moorbades vor. Das Konzept sah zwei Neubauten westlich der bestehenden Gebäude vor. Der Baubeginn für den als Vier-Sterne-Hotel vorgesehenen Komplex sollte im Mai 2011 erfolgen und die Eröffnung des Hotels im Herbst 2012. Die Sanierung des bestehenden Ensembles aus Moorbad und Hofgebäude sollte in Form einer völligen Entkernung und anschließenden Rekonstruktion erfolgen.  Diese Pläne kamen nicht zur Ausführung.

## Abrissabsichten
Das Kultusministerium von Mecklenburg-Vorpommern schlug im Juni 2013 den Abriss des Stahlbades in Bad Doberan vor. Damit ginge für Bad Doberan ein wertvolles historisches Baudenkmal verloren.
2014 stand das Grundstück mit dem, laut Exposé abrissreifen Stahlbad, für 890.000 € zum Verkauf. Nach einem Verkehrswertgutachten aus dem Februar 2015 lag der Wert des 20.800 m² großen Grundstücks mit der Ruine noch bei 237.000 €. Für den 18. September 2015 wurde ein Zwangsversteigerungstermin festgesetzt. Bei dieser Zwangsversteigerung erwarb der Inhaber der SPIELOASE CASILINO Gruppe M-V, David Corleis aus Dorf Mecklenburg, das Objekt samt Grundstück. Er beabsichtigt, bis 2017 gemeinsam mit der Stadt Bad Doberan einen neuen B-Plan zu entwickeln und eine Waldumwandlung durchzuführen. Danach sollte das Objekt bis 2020 unter Erhaltung der historischen Fassade wieder aufgebaut und als Hotel-Gaststätte sowie Spielhalle genutzt werden, wodurch die Abrisspläne vorerst vom Tisch waren. 2023 wurde bekannt, dass Corleis 2024, wenn die Spekulationssteuer nicht mehr greift, an Investoren verkaufen möchte, die dort einen Hotelneubau planen.